# Rumex dolosus
Rumex dolosus är en slideväxtart som beskrevs av Valta. Rumex dolosus ingår i släktet skräppor, och familjen slideväxter. Inga underarter finns listade i Catalogue of Life.